# Râul Minei
Râul Minei este un curs de apă, afluent al râului Olt. 